# Loboptera teneguia
Loboptera teneguia är en kackerlacksart som beskrevs av Izquierdo och Martin 1999. Loboptera teneguia ingår i släktet Loboptera och familjen småkackerlackor. Inga underarter finns listade i Catalogue of Life.